# Sarsha Huntington
Sarsha Huntington (ur. 22 sierpnia 1983 w Brisbane) – brytyjska kolarka górska.

## Kariera
Największy sukces w karierze Sarsha Huntington osiągnęła 15 maja 2010 roku w słoweńskim Mariborze. W zawodach Pucharu Świata w kolarstwie górskim w four-crossie zajęła tam drugie miejsce, za Brytyjką Fionn Griffiths, a przed Holenderką Anneke Beerten. Było to jej jedyne podium w sezonie 2010 i w klasyfikacji końcowej zajęła dziewiąte miejsce. Ponadto na mistrzostwach świata w Canberze w 2009 roku i rozgrywanych rok później mistrzostwach świata w Mont-Sainte-Anne zajmowała siódme miejsce w four-crossie.